# Finsk-ugriska institutionen vid Lunds universitet
Finsk-ugriska institutionen vid Lunds universitet ledde sitt ursprung till den undervisningen i finsk‐ugriska språk som sattes igång 1947 av 
den estniske forskaren och krigsflyktingen Julius Mägiste. Institutionen grundades 1977 och verksamheten bedrevs på Allhelgona Kyrkogata 16 vid ”Valvet”. 
Finsk‐ugriska institutionen lades ned 2002. Undervisningen och forskningen i finska överfördes till Institutionen för nordiska språk medan estniska och ungerska språken överfördes till Institutionen för öst‐ och centraleuropastudier. Från 2005 lade Lunds universitet ned alla finsk‐ugriska studier och all forskning.
Bland forskare som varit verksamma vid institutionen märks – förutom Julius Mägiste – Pentti Soutkari, Oscar Lazar och Manja Lehto.

## Prefekter (ofullständig längd)
- Oscar Lazar[3]
- Manja Lehto 1999–2001[10][11]